# Augustijnerklooster (Leuven)
Het voormalige Augustijnerklooster van Leuven (1236-1796) was gelegen tussen de Vismarkt en de Vaartstraat in het centrum van de Belgische stad Leuven.

## Historiek
De eerste Augustijner monniken installeerden zich naast een kapelletje aan de Vismarkt. In deze kapel, vlak bij de Dijle, vereerden vissers sinds lang Sint-Jan de Doper, een populaire heilige bij vissers. Hertogin Aleidis van Brabant schonk de Augustijnen het kapelletje en de grond errond. In de 13e eeuw stond paus Clemens IV toe dat het klooster officieel gesticht werd. Andere schenkingen dan deze van de hertogin, volgden. Op het einde van de 13e eeuw was de kloosterkerk reeds klaar en kochten de monniken alle omliggende terreinen langs de Vaartstraat tot aan de primitieve ringmuur van Leuven (vandaag Karel van Lotharingenstraat). Paus Nicolaas IV drong er bij de monniken op aan kruistochten te prediken, wat ook gebeurde. Het klooster nam toe in rijkdom en personeel. In 1447, kort na de stichting van de Leuvense universiteit, ging de eigendom over naar de universiteit. Het universiteitsbestuur vergaderde er van tijd tot tijd.
Vanaf 1589 herbergde het klooster het studiehuis van Augustijnen voor alle Zuidelijke Nederlanden. Later, in 1612, organiseerden de monniken er ook middelbaar onderwijs (tot 1741); zij kochten hiervoor verschillende panden in de Vaartstraat. Hun middelbaar onderwijs had veel succes en voor de meer dan 300 leerlingen werd een groot gymnasium gebouwd aan de Vaartstraat. 
De kloosterkerk bezat onder meer het schilderij met de Madonna van Leuven. De Augustijnen hadden dit werk besteld bij Jan Gossaert. In 1588 vond het stadsbestuur van Leuven het nodig om dit schilderij te schenken aan koning Filips II van Spanje. De bibliotheek van het klooster groeide uit met talrijke manuscripten. De studenten in de nabije Pedagogie De Burcht waren alvast niet tevreden met de hoge gebouwen van het kloostercomplex her en der op het domein. Hun zicht op de Keizersberg was immers weggenomen. 
De monniken stopten met het middelbaar onderwijs (1741) om niet verder te concurreren met het Heilige-Drievuldigheidscollege, toen ook eigendom van de universiteit. 

## Franse Nederlanden
In 1796 schafte het Frans bestuur in Leuven het klooster af. Met geweld verjoegen ze de resterende 24 Augustijnen, waaronder de prior Vaes van Olmen. In 1797 werden de kerkschatten en resterende boeken van de bibliotheek per schip getransporteerd naar Brussel. Het klooster met alle terreinen werd openbaar verkocht in 1798. De stadswijk kwam in handen van meerdere particulieren die elk een stuk terrein verwierven. Een nieuwe stadswijk ontstond aan de Vaartstraat. In 1801 vernielde een zekere Pierlet de eeuwenoude kloosterkerk. Hiervoor had hij hulp buiten Leuven gezocht want Leuvenaars waren niet bereid de kerk te vernielen. Stenen, hout en smeedwerk nam Pierlet mee om te verkopen.

## Vandaag
- Op de plaats van de kloosterkerk bevindt zich vandaag de Vissersstraat.[4] Hiermee gaf Leuven aan terug te keren naar de tijd van de vissers van de Vismarkt voor het tijdperk van de Augustijnen.
- De Augustijnenstraat[5] ontstond door verbreding van de Augustijnengang van de Vaartstraat tot de Vismarkt. Deze gang was niet meer dan een weggetje door het kloostercomplex.

## Afbeeldingen

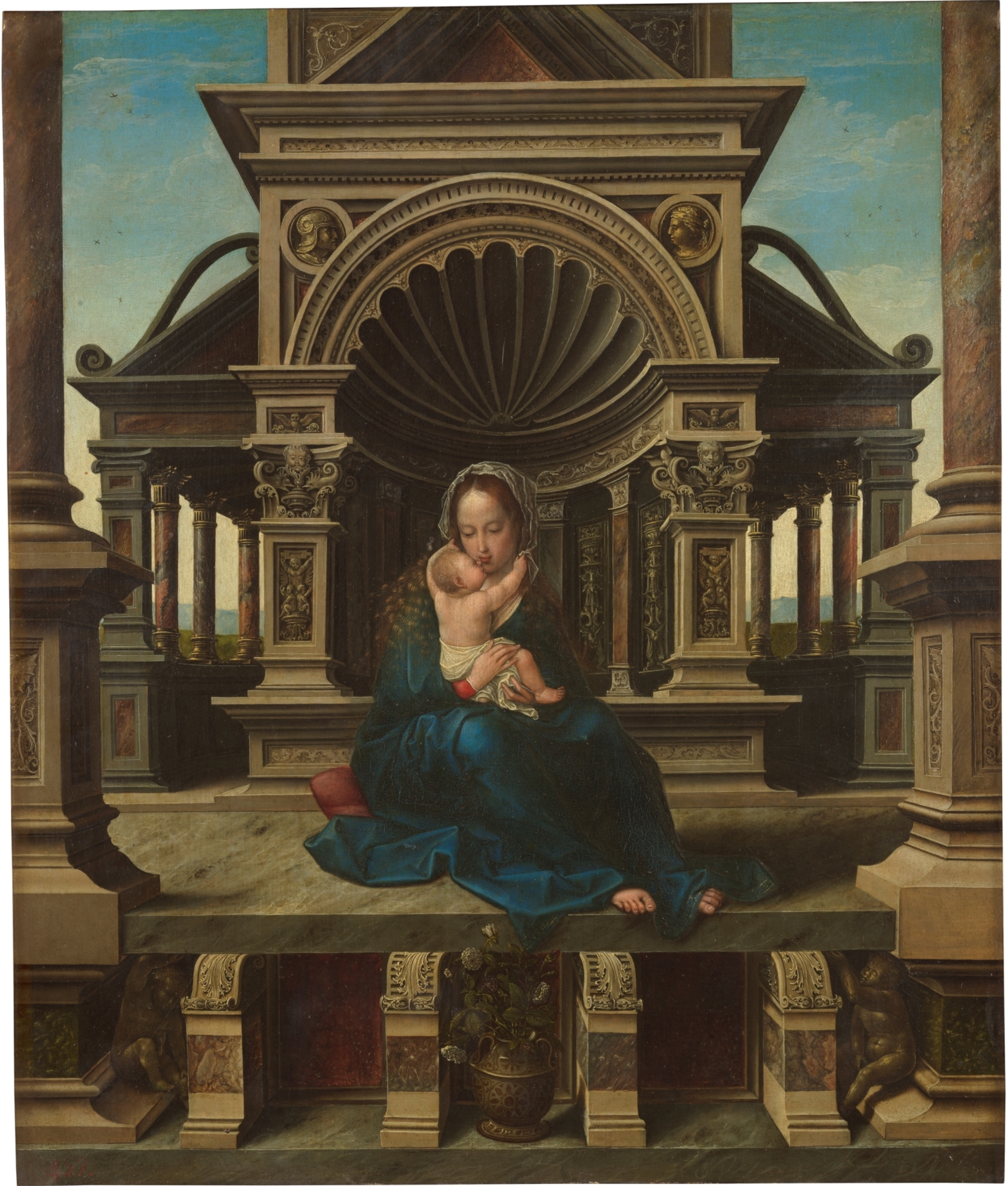
Zogenaamde Madonna van Leuven in het Pradomuseum; bestelling van de Leuvense Augustijnen bij Bernard van Orley
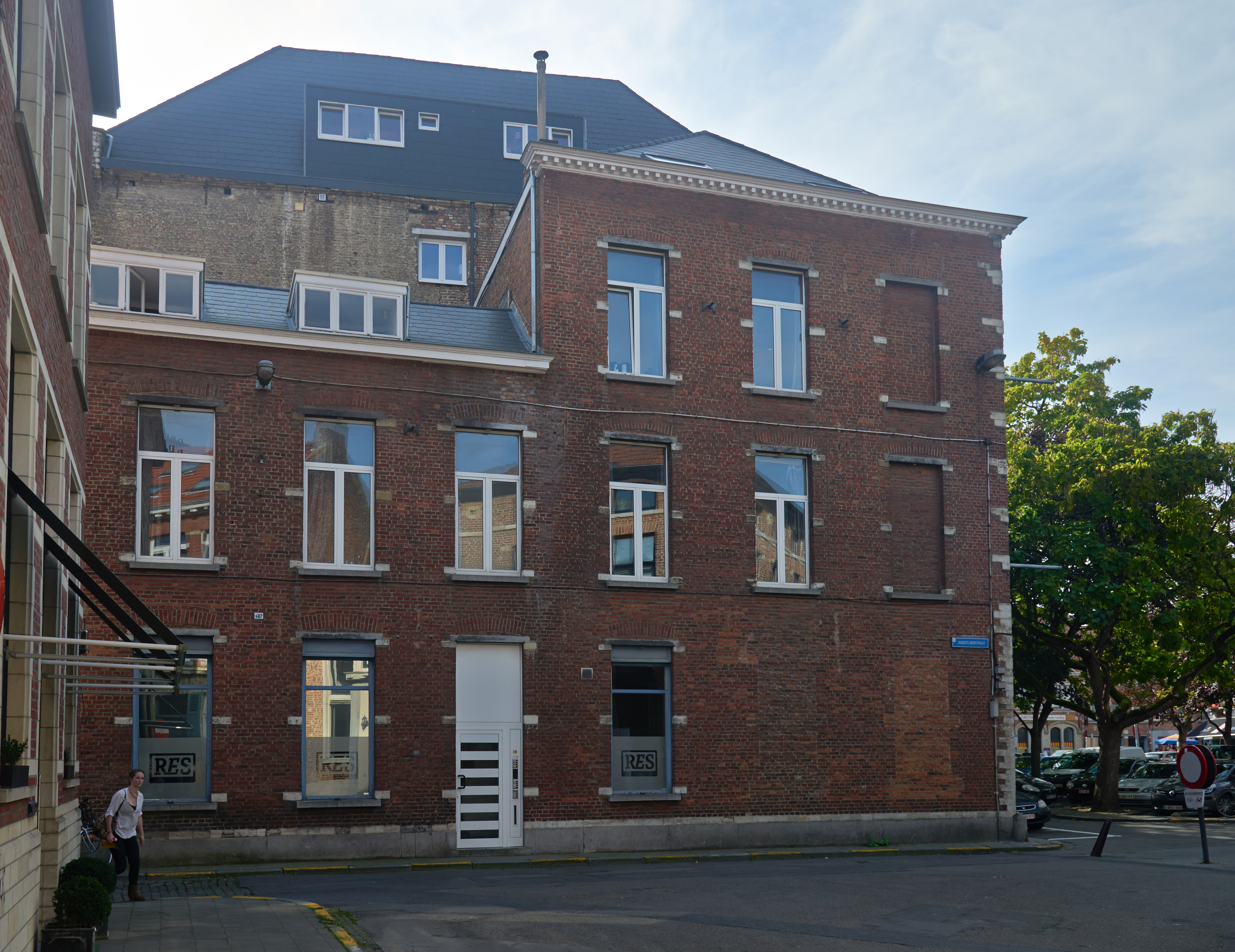
Hoek Augustijnenstraat en Visserstraat, aan de Vismarkt